# Храм Фахай
Храм Фахай (кит. упр. 法海寺, пиньинь fahaisi, палл. Фахай сы) — минский буддийский храм у подножья горы Цуйвэй, в 2 километрах к северо-востоку от Мошикоу, Шицзиншань, Пекин, КНР.

## История
Постройка началась в 4 году правления Мин Жуй-ди (1439 год) и была закончена на 8 году правления (1443).

## Фрески

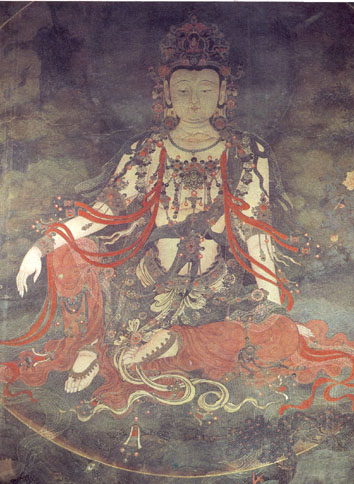
Бодхисаттва на храмовой фрески

Храм примечателен своими фресками, которые в целом занимают 236.7 м². По сравнению с фресками Юнлэ или дуньхуанскими, фахайские фрески сохранились лучше всего. Персонажи изображены тщательно, утончённо и мастерски.

## Реликвии
- бронзовый колокол

### На английском
- Туризм в Пекине, храм Фахай.

### На русском
Информация о храме на сайте russian.china.org.